# Gaude Mater Polonia
Gaude Mater Polonia (Verheug u Moeder Polen) is een Poolse hymne uit de dertiende eeuw.
De Latijnse tekst is een berijmde historie van Stanislaus van Krakau (1030-1079) bisschop van Krakau. De tekst is geschreven door Vincent van Kielcza (ca.1200-1270) voor de herdenking  van de heiligverklaring van Stanislaus in 1253. De van oorsprong gregoriaanse melodie is gebaseerd op dezelfde koraalmelodie als de hymne O Salutaris Hostia van Thomas van Aquino.
Aanvankelijk gezongen in 1254 door de koorknapen van Krakau, werd het lied gaandeweg ontdekt door soldaten. In de 15e eeuw zongen Poolse ridders het na een overwinning op het slagveld als een soort nationale hymne. Het kreeg de functie van patriottisch lied en is 750 jaar na verschijning een populair volkslied in Polen, dat tijdens nationale feestdagen wordt gezongen.
In de 18e eeuw schreef Grzegorz Gerwazy Gorczycki (1667-1734)  een barok-versie, die nog altijd wordt uitgevoerd. In de 19e eeuw verzorgde Teofil Klonowski (1805-1876) een vierdelige harmonisatie die als volkslied dienstdeed in de periode dat Polen verdeeld werd tussen Oostenrijk-Hongarije, Pruisen en Rusland.